# آرثر إم. ويلينغتون
آرثر إم. ويلينغتون (بالإنجليزية: Arthur Mellen Wellington)‏ هو مهندس مدني ومهندس أمريكي، ولد في 20 ديسمبر 1847 في والثام في الولايات المتحدة، وتوفي في 17 مايو 1895 في مانهاتن في الولايات المتحدة بسبب اعتلال الكلية.